# Lucio Manlio Capitolino
Lucio Manlio Capitolino  fue un político y militar romano del siglo V a. C. perteneciente a la gens Manlia.

## Familia
Manlio fue miembro de los Manlios Capitolinos, una rama familiar de la gens Manlia.

## Tribunado consular
Obtuvo el tribunado consular en el año 422 a. C., durante el cual el tribuno de la plebe Lucio Hortensio llevó a juicio al consular Cayo Sempronio Atratino por la mala gestión de la guerra contra los volscos.